# Championnat de Moldavie de football 2019
Navigation
Saison 2018 Saison 2020-2021
Le championnat de Moldavie de football 2019 est la 29e édition de ce championnat. Pour cette saison, huit clubs évoluent dans la Divizia Națională et rencontrent quatre fois chacun de leurs adversaires. Champion pour la dix-septième fois de son histoire à l'issue de la saison 2018, le Sheriff Tiraspol remet son titre en jeu et le conserve.

## Participants
| Club                    | Localisation | Stade                      | Capacité      |
| ----------------------- | ------------ | -------------------------- | ------------- |
| FC Dinamo-Auto Tiraspol | Tiraspol     | Stade Dinamo-Auto          | 1 300 places  |
| FC Milsami Orhei        | Orhei        | Complexul Sportiv Raional  | 3 000 places  |
| CS Petrocub Hîncești    | Hîncești     | Stadionul Orășenesc        | 1 000 places  |
| FC Sfintul Gheorghe     | Suruceni     | Stade Suruceni             | 1 500 places  |
| FC Sheriff Tiraspol     | Tiraspol     | Bolshaya Sportivnaya Arena | 12 726 places |
| Speranța Nisporeni      | Nisporeni    | Stadionul Mircea Eliade    | 2 500 places  |
| FC Codru Lozova         | Lozova       | Stade Zimbru-2             | 2 000 places  |
| FC Zimbru Chișinău      | Chișinău     | Stade Zimbru               | 10 400 places |

## Compétition

### Classement
Le barème de points servant à établir le classement se décompose ainsi :
- Victoire : 3 points
- Match nul : 1 point
- Défaite : 0 point

Les clubs se rencontrent deux fois en match aller et retour soit un total de 28 matchs.
| Rang | Équipe                  | Pts | J  | G  | N  | P  | Bp | Bc | Diff |
| ---- | ----------------------- | --- | -- | -- | -- | -- | -- | -- | ---- |
| 1    | FC Sheriff Tiraspol T   | 70  | 28 | 22 | 4  | 2  | 60 | 9  | +51  |
| 2    | FC Sfîntul Gheorghe     | 53  | 28 | 16 | 5  | 7  | 40 | 28 | +12  |
| 3    | CS Petrocub Hîncești C  | 50  | 28 | 14 | 8  | 6  | 34 | 21 | +13  |
| 4    | FC Dinamo-Auto Tiraspol | 41  | 28 | 12 | 5  | 11 | 38 | 37 | +1   |
| 5    | FC Milsami Orhei        | 39  | 28 | 10 | 9  | 9  | 30 | 28 | +2   |
| 6    | Speranța Nisporeni      | 35  | 28 | 8  | 11 | 9  | 29 | 34 | -5   |
| 7    | FC Zimbru Chișinău      | 16  | 28 | 3  | 7  | 18 | 16 | 43 | -27  |
| 8    | FC Codru Lozova P       | 5   | 28 | 0  | 5  | 23 | 8  | 55 | -47  |

|  | Ligue des champions 2020-2021, 1er tour de qualification                                           |
|  | Ligue Europa 2020-2021, 1er tour de qualification                                                  |
|  | Barrage pour la relégation en Divizia A                                                            |
|  | T : Tenant du titre C : Vainqueur de la Coupe de Moldavie 2019-2020 P : Promu de deuxième division |

### Barrage de relégation
Un barrage pour la relégation est joué entre le 8e du championnat et le 3e de deuxième division.
| 16 novembre 2019 | Spartanii Selemet | 0–1   | Codru Lozova         | Stadionul Municipal (Hîncești)               |                                              |
| 13 h 00 EET      |                   | (0–1) | V. Semenchenko 90+3e | Spectateurs : 200 Arbitrage : Petru Stoianov | Spectateurs : 200 Arbitrage : Petru Stoianov |
| 13 h 00 EET      | (ro) Rapport      |       |                      | Spectateurs : 200 Arbitrage : Petru Stoianov | Spectateurs : 200 Arbitrage : Petru Stoianov |